# Балфор (Північна Кароліна)
Балфор (англ. Balfour) — переписна місцевість (CDP) в США, в окрузі Гендерсон штату Північна Кароліна. Населення — 1335 осіб (2020).

## Географія
Балфор розташований за координатами 35°21′10″ пн. ш. 82°29′19″ зх. д. / 35.35278° пн. ш. 82.48861° зх. д. (35.352645, -82.488729).  За даними Бюро перепису населення США в 2010 році переписна місцевість мала площу 4,65 км², з яких 4,62 км² — суходіл та 0,03 км² — водойми. В 2017 році площа становила 4,21 км², з яких 4,20 км² — суходіл та 0,00 км² — водойми.

## Демографія
Згідно з переписом 2010 року, у переписній місцевості мешкало 1187 осіб у 487 домогосподарствах у складі 316 родин. Густота населення становила 255 осіб/км².  Було 571 помешкання (123/км²).
Расовий склад населення:
| - 87,0 % — білих - 3,2 % — чорних або афроамериканців - 1,3 % — азіатів - 0,5 % — вихідців з тихоокеанських островів - 0,3 % — корінних американців - 5,6 % — осіб інших рас |

До двох чи більше рас належало 2,0 %. Частка іспаномовних становила 12,0 % від усіх жителів.
За віковим діапазоном населення розподілялося таким чином: 22,5 % — особи молодші 18 років, 61,9 % — особи у віці 18—64 років, 15,6 % — особи у віці 65 років та старші. Медіана віку мешканця становила 39,7 року. На 100 осіб жіночої статі у переписній місцевості припадало 91,1 чоловіків;  на 100 жінок у віці від 18 років та старших — 88,9 чоловіків також старших 18 років.
Середній дохід на одне домашнє господарство  становив 47 663 долари США (медіана — 43 611), а середній дохід на одну сім'ю — 57 620 доларів (медіана — 53 636). За межею бідності перебувало 12,2 % осіб, у тому числі 19,5 % дітей у віці до 18 років та 20,5 % осіб у віці 65 років та старших.
Цивільне працевлаштоване населення становило 805 осіб. Основні галузі зайнятості: освіта, охорона здоров'я та соціальна допомога — 43,6 %, роздрібна торгівля — 15,8 %, мистецтво, розваги та відпочинок — 15,5 %.